# Rosela
Rosela é o nome vulgar atribuído às aves psitaciformes do género Platycercus. As seis espécies conhecidas são nativas da Austrália e ilhas adjacentes. Habitam naturalmente florestas e bosques, mas adaptaram-se à convivência com o Homem em zonas agrícolas e espaços verdes humanos. 
As roselas têm entre 25 e 38 cm de comprimento e possuem uma plumagem muito colorida, em tons fortes de vermelho e laranja. A sua alimentação é baseada em sementes e frutos. Estas aves podem ser criadas como animais de estimação.

## Espécies
Rosela-pálida, Platycercus adscitus
Rosela-da-caledônia, Platycercus caledonicus
Rosela-elegante, Platycercus elegans
Rosela-multicolorida, Platycercus eximius
Rosela-do-leste, ou periquito-de-orelha-amarela - Platycercus icterotis
Rosela-do-norte, Platycercus venustus
https://avibase.bsc-eoc.org/species.jsp?lang=PT&avibaseid=CEF31CF5531DE186
https://avibase.bsc-eoc.org/species.jsp?lang=PT&avibaseid=DCC3878A15ADD08A
https://avibase.bsc-eoc.org/species.jsp?lang=PT&avibaseid=AC26C1C10593F82D
https://avibase.bsc-eoc.org/species.jsp?lang=PT&avibaseid=69F0C9FFDEF57EA2
https://avibase.bsc-eoc.org/species.jsp?lang=PT&avibaseid=D514DE803714B1E2
https://avibase.bsc-eoc.org/species.jsp?lang=PT&avibaseid=4BEAE23B635A35FB